# Коммунальный
Коммунальный — упразднённый в ноябре 2001 года посёлок в Свердловской области России, относившийся к городу областного подчинения Асбесту.
Располагался примерно в 18 км севернее города Асбест на реке Малый Рефт.

С 9 августа 1996 года посёлок входил в муниципальное образование рабочий посёлок Малышева. Упразднён частью 13 статьи 1 Закона Свердловской области «Об упразднении отдельных населённых пунктов в Свердловской области. docs.cntd.ru. Дата обращения: 16 декабря 2020.» от 28 ноября 2001 года № 64-ОЗ:

Упразднить в Свердловской области следующие населённые пункты, из которых выехали жители:
…

13) поселок Коммунальный, посёлок Осиновка, расположенные на территории административно — территориальной единицы город Асбест…